# Церковь Святой Вербурги (Дублин)
Церковь Святой Вербурги (англ. St. Werburgh's Church) — приходской храм епархии Дублина и Глендало Церкви Ирландии на Вербург-стрит в Дублине. Приход в честь святой Вербурги, память которой отмечается 3 февраля, основан в 1178 году. Здание церкви в стиле классицизма построено в 1719 — 1759 годах архитекторами Томасом де Бэром и Джозефом Джарраттом.

## История
В раннем средневековье рядом с местом, где стоит церковь, существовал храм в честь святого Мартина, епископа Тура. Первая церковь в честь святой Вербурги была построена здесь переселенцами из Бристоля. В ней находились капеллы Девы Марии, святого Мартина и святой Екатерины. Храм сгорел во время пожара 1311 года, вместе с большей частью города, но его отстроили заново. Во время архиепископа Генриха де Лондра (ум. 1228) приход был передан в ведение канцлера церкви Святого Патрика. В 1559 году находившийся рядом с церковью приход Девы Марии на дамбе на улице Дэйм-стрит был упразднён, а его прихожане, включая жителей Дублинского замка, вошли в состав прихода Святой Вербурги.
В 1607 году настоятелем храма стал примас Церкви Ирландии Джеймс Ашер. Некоторое время викарием храма был Эдвард Уэтенхолл, впоследствии ставший епископом Килмора, автор известных греческих и латинских грамматик. В 1730 году место настоятеля церкви занял Патрик Делани (1685—1768), друг писателя Джонатана Свифта.
В XVII веке между приходом Святой Вербурги и близлежащим приходом Святого Иоанна Богослова на Фишембл-стрит произошёл конфликт из-за приходских границ. Каждая сторона желала включить в свой состав как можно больше зданий, облагавшихся церковным налогом. Оспариваемые дома находились на Медной аллее, а также у ворот Эссекс-гейт и моста Эссекс-бридж. Современные границы прихода совпадают с одноименным гражданским приходом.
К концу XVII века старое здание церкви пришло в негодность. Закон 1715 года, принятый парламентом Ирландии, назначил уполномоченных по его реконструкции. Строительство нового храма было поручено полковнику Томасу де Бэру, члену парламента от Нейса и генеральному инспектору Ирландии. Работы были завершены в 1719 году и обошлись казне в 8000 фунтов стерлингов. Здание пострадало во время пожара 1754 года. От храма не осталось ничего, кроме каменной кладки и колоколов. После пожара на церковной паперти были оставлены пожарные машины. Ныне в храме хранится старейшее пожарное оборудование в Дублине. Церковь снова восстановили и открыли в 1759 году.
Пастор Филип Хоуи, некогда служивший в приходе Святой Вербурги, завещал ему некоторую сумму денег на покупку органа. На эти средства приходом был приобретён инструмент, построенный мастером Милларсом с Колледж-стрит. Орган установили в церкви в июне 1768 года. 3 мая 1787 года в храме состоялось торжественная встреча Георга Фридриха Генделя и его поклонников. Сам композитор репетировал на церковном органе ораторию «Мессия», премьера которой состоялась в Большом мюзик-холле на Фишембл-стрит. Ещё одним композитором, связанным с приходом, является Джон Флид, которого 5 сентября 1782 года крестили в церкви Святой Вербурги.
В XVIII веке храм приобрёл известность в качестве приходской церкви лорда-наместника и его окружения; в 1767 году в нём была установлена скамья для вице-короля Ирландии. В реестре владельцев скамей этой церкви перечислены имена многих выдающихся деятелей общественной жизни Дублина XVIII столетия. Примерно в это же время архитектор Джон Смит построил верхнюю галерею для учеников приходской школы. Следом была возведена колокольня и установлен шпиль. Около 1810 года шпиль пришлось снять по требованию властей. Для оправдания своих действий власти использовали аргумент, что колокольня небезопасна для находящегося рядом с храмом Дублинского замка, однако они отклонили предложение архитектора Фрэнсиса Джонстона сделать её безопасной. В 1836 году колокольня была разобрана полностью.
Современное внутреннее убранство храма работы архитектора Джона Смита относится к XVIII веку. В 1877 году, после объединения с приходом Святого Иоанна Богослова, в интерьере церкви появились новые элементы, добавленные архитектором Уильямом Уэллэндом. Механический орган XVIII века работы мастера Фердинанда Уэбера был реконструирован компанией «Телфорд и Телфорд» около 1870 года. В 1960-х годах орган был электрифицирован. Место, где качают мехи инструмента, содержит ряд исторических граффити.
Рядом с церковью располагалось приходское кладбище, которое действовало несколько веков, а под храмом находились двадцать семь гробниц. Среди общественных деятелей, похороненных на приходском кладбище были Николас Саттон (1440—1478) — генеральный прокурор Ирландии, Уильям Хилтон — судья Высокого суда и член парламента и его жена Энн Ашер, Питер Палмер (ум. 1621) — судья Суда по гражданским делам Ирландии, Роберт Сибторп — епископ Лимерика, Джеймс Уэр (1594—1666) — англо-ирландский историк, Эдвард Фицджеральд (1763—1798) — глава Общества объединённых ирландцев, Генри Чарльз Сирр (1764—1841) — мэр Дублина.